# Pahodzina (stacja kolejowa)
Pahodzina (biał. Пагодзіна, ros. Погодино) – stacja kolejowa w miejscowości Horki, w rejonie horeckim, w obwodzie mohylewskim, na Białorusi. Położona jest na linii Orsza - Krzyczew - Uniecza.